# Ferdinand Fechtig von Fechtenberg

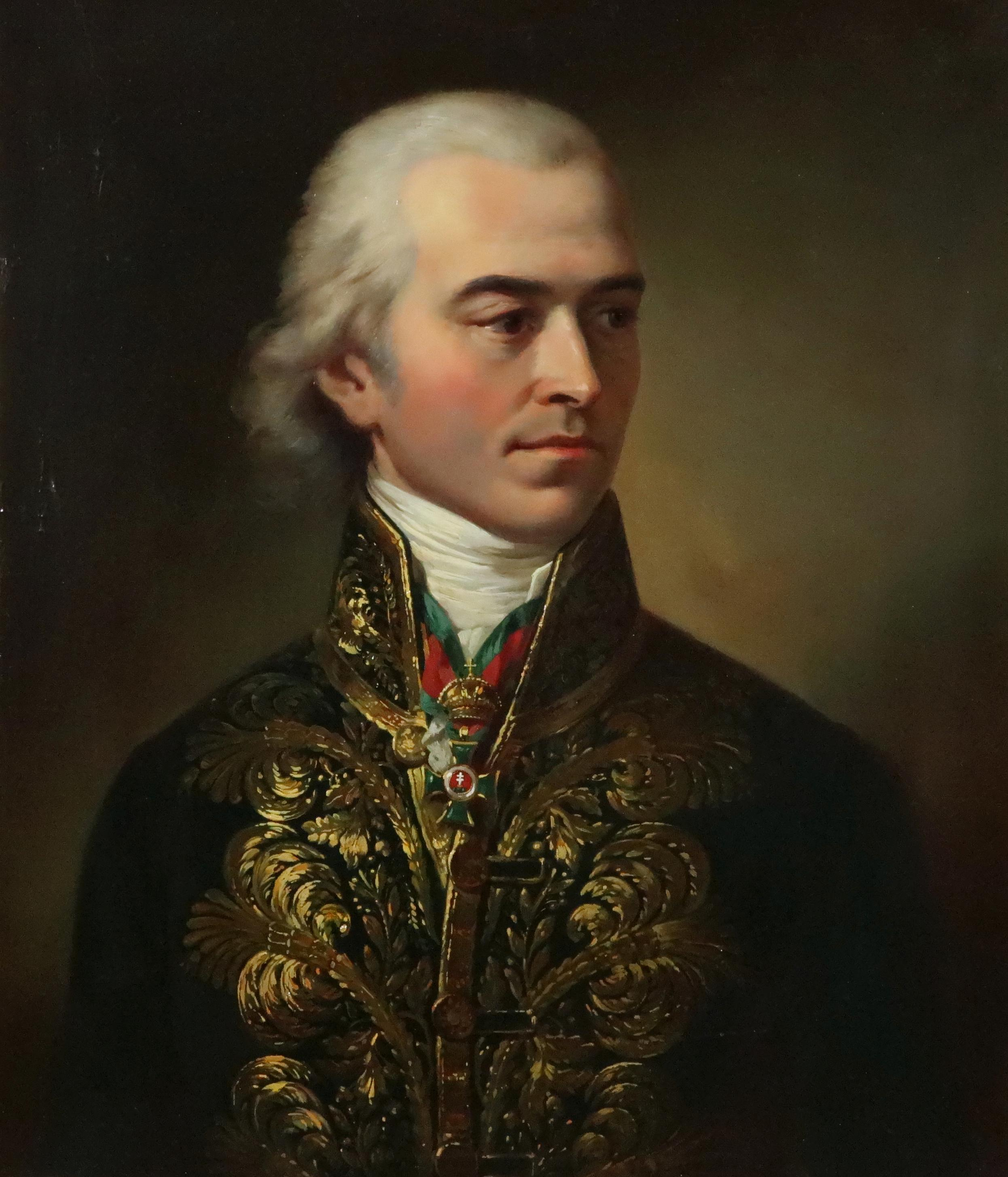
Ferdinand Fechtig von Fechtenberg mit dem Kreuz des St.-Stephans-Ordens (Porträt eines anonymen Malers)

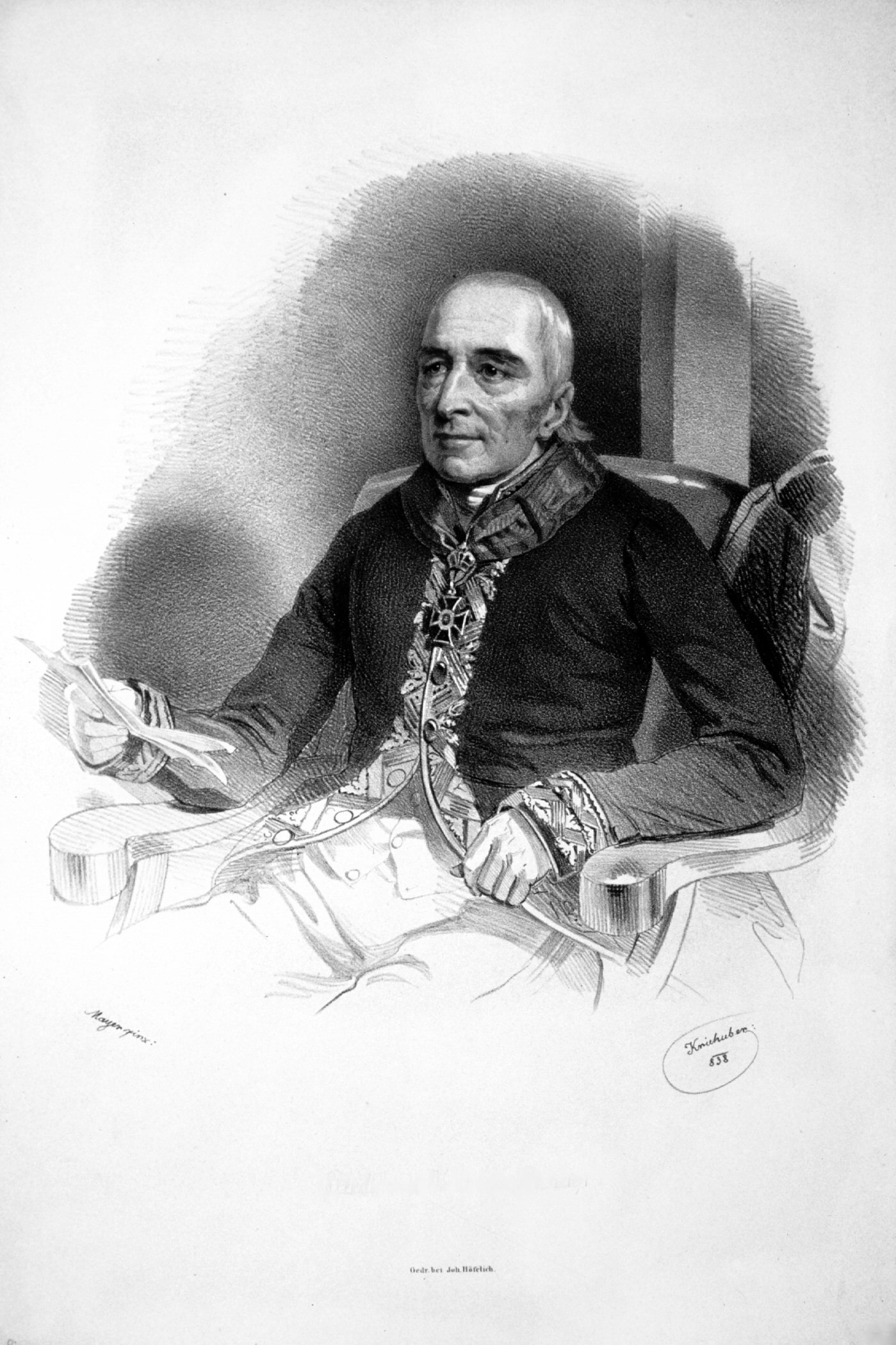
Ferdinand Fechtig von Fechtenberg, Lithographie von Josef Kriehuber, 1838

Ferdinand Freiherr Fechtig von Fechtenberg (* 4. Oktober 1756 in Krenkingen; † 27. September 1837 in Wien) war ein österreichischer Jurist und Sektionschef im Staatsrat.

## Leben und Wirken
Ferdinand Fechtig stammte aus Krenkingen, einem Dorf in der Landgrafschaft Klettgau, und wuchs in einfachen Verhältnissen auf. Zwischen 1774 und 1777 studierte Ferdinand Fechtig Rechtswissenschaft an der Albert-Ludwigs-Universität Freiburg. Nach der Promotion 1779 trat Ferdinand Fechtig als Advokat und Syndicus der vorderösterreichischen Landstände in den Staatsdienst. Der brillante Verwaltungsjurist Ferdinand Fechtig erreichte nach der Versetzung 1793 als Hofrat nach Wien zuletzt die Ernennung zum wirklich geheimen Rat und Sektionschef im kaiserlich-königlichen Staatsrat, entsprechend der Position eines Staatsministers. 1805 regelte er die Abwicklung und den Umzug des Klosters St. Blasien nach Österreich.
Der Direktionalhofrat Ferdinand Fechtig wurde 1793 mit dem Prädikat Edler von Fechtig in den Adelsstand und als Vizepräsident der Justiz 1813 in den Freiherrenstand mit dem Zusatz "von Fechtenberg" erhoben. Ferdinand Fechtig von Fechtenbergs Bezeichnung "Indigena des Königreiches Ungarn und des kärntnischen Landstandes" bedeutete die Zugehörigkeit zu den adeligen Geschlechtern Ungarns und Kärntens. Er war Kommandeur des Königlich-Ungarischen Sankt Stephans-Ordens.
Er wurde am 4. Mai 1810 für seine Verdienste als Vizepräsident der Obersten Justizstelle Ehrenbürger von Wien. Eine Ernennung zum Ehrenbürger des badischen Freiburg im Breisgau folgte.